# Ranitomeya flavovittata
Ranitomeya flavovittata är en groddjursart som först beskrevs av Schulte 1999.  Ranitomeya flavovittata ingår i släktet Ranitomeya och familjen pilgiftsgrodor. IUCN kategoriserar arten globalt som otillräckligt studerad. Inga underarter finns listade i Catalogue of Life.